# Alexander C. Davidson
Alexander Caldwell Davidson (* 26. Dezember 1826 nahe Charlotte, Mecklenburg County, North Carolina; † 6. November 1897 in Westwood nahe Uniontown, Perry County, Alabama) war ein US-amerikanischer Plantagenbesitzer und Politiker.

## Werdegang
Alexander Caldwell Davidson besuchte die öffentliche Schule in Marengo County (Alabama) und graduierte dann am 11. Juli 1848 an der University of Alabama in Tuscaloosa. Er studierte Jura in Mobile (Alabama), praktizierte allerdings niemals. Davidson betrieb eine Baumwollplantage nahe Uniontown (Alabama).
Er war in den Jahren 1880 und 1881 Mitglied im Repräsentantenhaus von Alabama. Dann war er zwischen 1882 und 1885 im Senat von Alabama tätig. Davidson wurde als Demokrat in den 49. US-Kongress gewählt und in den nachfolgenden 50. US-Kongress wiedergewählt. Bei seiner Kandidatur in den 51. US-Kongress erlitt er eine Niederlage. Er war im US-Repräsentantenhaus vom 4. März 1885 bis zum 3. März 1889 tätig. Danach ging er wieder landwirtschaftlichen Tätigkeiten nach.
Davidson starb 1897 in Westwood nahe Uniontown (Alabama) und wurde auf dem Holy Cross Cemetery der Davidson Memorial Church in Uniontown beigesetzt.